# André Bénard
André Bénard est un ingénieur et un industriel français né le 19 août 1922 à Draveil (Seine-et-Oise) et mort le 15 mars 2016 à Paris 15e,.
En 1971, il devient directeur général au niveau mondial du groupe Shell, dans lequel il a fait toute sa carrière (depuis la fin de la seconde guerre mondiale), jusqu'à sa retraite en 1983.
De 1986 à 1990, en raison de ses compétences de dirigeant de haut niveau et de négociateur dans un contexte international acquises dans un groupe anglo-néerlandais, les gouvernements britannique et français l'appellent à la coprésidence de la société Eurotunnel, chargée de la construction du tunnel sous la Manche. De 1990 à 1994, il préside seul le conseil d'administration de cette société, qu'il quitte à l'issue de l'inauguration du tunnel.
En 1991, il a été fait chevalier commandeur de l'ordre de l'Empire britannique, ayant dirigé un grand groupe multinational d'origine partiellement britannique (Shell) et pour les services rendus à la tête de la société du tunnel franco-anglais ; il est également titulaire de la médaille de la Résistance, pour son engagement personnel dans la seconde guerre mondiale entre 1942 et 1944.

## Biographie

### Jeunesse et Forces françaises libres
André Pierre Jacques Bénard est né dans la banlieue sud de Paris en 1922, de Marcel Bénard, banquier, et de son épouse Lucie Thalmann. Il est successivement scolarisé dans les lycées Janson-de-Sailly à Paris, Georges-Clemenceau à Nantes, Thiers à Marseille. Il est admis à l'École polytechnique dans la promotion 1942. Refusant d'être incorporé dans le STO, il passe dans la clandestinité, intègre un réseau de résistance puis parvient à rejoindre les troupes françaises libres stationnées en Afrique du Nord. Il participe au débarquement de Provence le 15 août 1944, remonte le Rhône, arrive à Belfort où les Allemands offrent une forte résistance, mais l'École polytechnique le rappelle pour terminer son cycle d'études à partir de l'automne 1944.

### Carrière complète jusqu'au sommet du groupe Shell
Au cours d'un voyage d'études aux États-Unis, un dirigeant de Shell, Léon Kaplan, lui propose d'entrer dans le groupe pétrolier en France : il est embauché par la société anonyme des pétroles Jupiter à Paris. Ensuite, de 1949 à 1950, il est affecté à Londres, dans la société de services SIPC (abréviation de « Shell International Petroleum Company ») où se trouvent une partie des services centraux du groupe Shell. Il revient en France dans la filiale française, désormais appelée Société des pétroles Shell-Berre (SPSB) où il est nommé chef du service Bitumes en 1950. En 1958, il devient chef du département des Activités nationales, puis son directeur en 1960. En 1962, il est nommé président-directeur général de la filiale de Shell (la Société pour l’utilisation rationnelle des gaz) chargée de commercialiser les gaz de pétrole liquéfiés (notamment les bouteilles de gaz bleues bien connues) vendus sous la marque Butagaz. En 1964, il est directeur général adjoint chargé des activités de distribution de SPSB puis son président-directeur général en 1967. La principale filiale de Shell en France est alors rebaptisée « Shell française ». En 1970, il est muté à La Haye, dans la société de services SIPM (abréviation de « Shell International Petroleum Maatschappij ») où se trouvent l'autre partie des services centraux du groupe Shell : il est alors nommé coordinateur des intérêts européens (pétrole et gaz) du groupe Royal Dutch - Shell.
En 1971, il devient directeur général (managing director) du groupe mondial : à l'époque, la direction du groupe est répartie entre Londres et La Haye, villes dans lesquelles sont basées les sociétés de service du groupe, SIPC et SIPM mentionnées ci-dessus, et où exerce notamment le collège des sept directeurs généraux du groupe.
André Bénard, au sein de ce collège, a principalement la responsabilité de négocier avec les pays producteurs de l'Opep le maintien des sources d'approvisionnement en pétrole brut du groupe, ceci dans la période très troublée des années 1970, où le cours du pétrole a flambé à la suite des diverses guerres entre les pays arabes et Israël au Moyen-Orient, notamment après la guerre du Kippour (octobre 1973).
Bénard, atteint par la limite d'âge, prend sa retraite de Shell en juin 1983,.

### Première brève retraite
André Bénard occupe notamment sa retraite en recherchant des fonds pour la restauration d'édifices anciens, comme des abbayes. Il démarche ses connaissances dans les grandes entreprises et cela lui donne l'occasion de rencontrer le président de LVMH, qui l'informe que les gouvernements français et britannique sont à la recherche d'un dirigeant de haut niveau pour le projet de tunnel sous la Manche qui a déjà maintes fois été envisagé sans jamais aboutir.

### Mission de huit ans pour la construction du tunnel sous la Manche
En 1986, il est ainsi rappelé dans sa retraite par le président français François Mitterrand et le Premier ministre britannique Margaret Thatcher pour sortir de l'ornière le projet de tunnel sous la Manche. Il est alors nommé coprésident de la société chargée de le construire, dénommée Eurotunnel (elle a depuis été rebaptisée « Getlink »). Il en devient le président du conseil d'administration en 1990 et le reste jusqu'en 1994, année de l'inauguration du tunnel (le 6 mai) et de son ouverture à la clientèle (le 1er juin). Il abandonne alors toute fonction officielle et se retire alors qu'il a près de 72 ans.

### Seconde retraite
L'action Eurotunnel ayant toutefois fortement chuté depuis sa mise sur le marché, les procès intentés sont nombreux contre la direction de la société ; il est donc inquiété par la justice mais finit par être totalement blanchi par une décision de justice en 2007. Il est alors âgé de 85 ans.
Il profite de sa retraite pour rédiger une autobiographie, préfacée par Jean-Pierre Mignard, publiée aux éditions L'Harmattan quelques mois après sa mort en 2016.

### Autres fonctions
André Bénard a également exercé les fonctions suivantes :
- membre du conseil exécutif et président de la commission du Plan au Conseil national du patronat français (1968-1971) ;
- président honoraire de la Chambre française de commerce et d’industrie des Pays-Bas (à partir de 1980) ;
- administrateur de la société « Koninklijke Nederlandse Petroleum Maatschappij » (nom souvent traduit en anglais par « Royal Dutch Petroleum Company »[d]) du 1er juillet 1983 au 30 juin 1993[8] ;
- administrateur de la société Radiotechnique, de l’Insead (à partir de 1983) ;
- conseiller de la banque d’affaires Lazard Frères à New York (1983-1991) ;
- membre du conseil international de la société de conseil Bain & Company Inc. ;
- membre du conseil de surveillance de Barclays Bank SA.

### Vie privée
Le 11 mars 1946, André Bénard a épousé Jacqueline Bénard née Preiss, une journaliste qui a travaillé pour le magazine Marie Claire, avec laquelle il a eu un fils, Jean-Marie,.

## Décorations et distinctions
André Bénard a reçu les décorations et distinctions suivantes :
- Officier de la Légion d'honneur[Quand ?] ;
- Chevalier de l'ordre national du Mérite ;
- médaille de la Résistance ;
- médaille des évadés ;
- Chevalier de l'ordre du Mérite agricole ;
- Commandeur de l'ordre d'Orange-Nassau (Pays-Bas) ;
- chevalier commandeur de l'ordre de l'Empire britannique ;
- prix Descartes (1982).

## Publication
- André Bénard (préf. Jean-Pierre Mignard), Le Hasard et l'Opiniâtreté : de la Royal Dutch Shell au Tunnel sous la Manche, Paris, éditions L'Harmattan, 6 septembre 2016, 208 p. (ISBN 2343096589, ASIN B01MRILTE1).